# Galactische Republiek
De Galactische Republiek is de democratische regering in de Star Wars saga in Episode I, II en III. In Episode III wordt de Republiek gereorganiseerd door Palpatine in het Galactische Keizerrijk die verder te zien is in Episode IV, V en VI. De regering zetelt op de stadsplaneet Coruscant. 
De Galactische Republiek werd voorafgegaan door de Oude Republiek. De Galactische Republiek bestond tot het einde van de kloonoorlogen en de opkomst van het Galactisch Keizerrijk. Na de ondergang van het Keizerrijk van Keizer Palpatine wordt de Nieuwe Republiek opgericht door de rebellenalliantie.
De Oude Republiek ontstond in 25.053 BBY, en bestond tot Darth Sidious de macht greep in 19 BBY. De formatie van de Republiek was een feit toen het eerste verdrag tussen meerdere planeten uit het Star Warssterrenstelsel werd getekend op de stadsplaneet Coruscant. De republiek begon als een samenwerkingsverbond en onderlinge handel tussen verschillende planeten. De Jedi Orde diende de republiek en zorgde voor vrede en gerechtigheid.

## Galactische Senaat
De Galactische Republiek wordt geregeerd vanaf Coruscant door de Galactische Senaat. Deze bestaat uit 2000 senatoren die de deelnemende zonnestelsels vertegenwoordigen; ook de Handelsfederatie (Trade Federation) heeft een zetel. De Grootkanselier bekleedt het hoogste ambt en wordt gekozen door de Senaat. De belangrijkste senatoren kunnen echter een Motie van wantrouwen indienen als zij de Kanselier niet langer willen steunen. Dit gebeurde bijvoorbeeld in 32 jaar BBY tegen Kanselier Finis Valorum door Koningin Amidala van Naboo, zodat later Palpatine hem opvolgde. Ook senatoren kunnen middels een motie van wantrouwen worden ontheven uit hun functie.

## Militairen en Jedi
De Galactische Republiek heeft geen leger, omdat de Jedi de taak hebben om voor de veiligheid te zorgen in de Republiek. Jedi zijn ook vaak de ambassadeurs van de Republiek en lossen conflicten en geschillen op. Er is wel de Galactische Senaatswacht of de Blauwe Garde, maar deze dient vooral een ceremoniële functie. Daarom hebben veel grote handelsorganisaties, zoals de Handelsfederatie binnen de Republiek hun eigen leger van onder andere Battle Droids ter bescherming.
In 22 BBY komt er echter wel een leger. Op de waterplaneet Kamino is namelijk op mysterieuze wijze een leger besteld dat gekloond wordt op basis van een menselijke premiejager met de naam Jango Fett. Duizenden Clone Troopers staan klaar om te worden ingezet. Wanneer de Republiek wordt bedreigd door een afvallige Jedi (Graaf Dooku) die samen met verschillende handelsorganisaties een heel leger droids laat produceren, zet de Republiek dit geheimzinnige leger in tegen deze Confederacy of Independent Systems, die ook wel 'de Separatisten' genoemd worden.

## Ondergang en het Galactische Keizerrijk
De Republiek komt ten val wanneer een grote groep planeten zich onafhankelijk van de Republiek verklaarde, en de Kloonoorlogen begon. Hoewel de Republiek deze oorlog wist te winnen, werd ze er zelf wel economisch door verzwakt en kwamen vele Jedi en klonen om. Bovendien kon Kanselier Palpatine dankzij de oorlog speciale noodbevoegdheden krijgen, waarmee hij aan het eind van de oorlog een staatsgreep pleegde, de Jedi liet uitroeien (Bevel 66), en het Galactische Keizerrijk stichtte. Palpatine benoemde zichzelf tot Keizer. Men kan stellen dat bureaucratie de Galactische Republiek mede de das om heeft gedaan. Palpatine blijkt bovendien een Sith te zijn en wilde wraak nemen op zijn vijanden, de Jedi. Door de Kloonoorlogen en Bevel 66 werden de Jedi dus uitgeroeid en kon Palpatine langer aanblijven om steeds meer macht te verwerven. De wraak van de Sith was compleet. Het Galactische Keizerrijk werd echter een dictatuur en Palpatine regeerde door middel van terreur en angst.

## Nieuwe Republiek
De Nieuwe Republiek wordt opgericht nadat de rebellenalliantie het keizerrijk weet te verslaan in de Slag om Endor in het jaar 4 ABY. Deze Republiek wordt getoond in Star Wars: Battlefront II en in de DisneyPlus serie: "The Mandalorian".
De Nieuwe Republiek wordt op dezelfde manier opgericht als de Galactische Republiek, en hanteert qua bestuur hetzelfde systeem. In de eerste jaren kampt deze Nieuwe Republiek nog met onder andere economische tegenslagen en gevechten met de laatste aanhangers van het Keizerrijk. Door de slechte economie kan de Republiek zich geen grote militaire vloot veroorloven. Pas na enkele jaren komt hier verandering in. 

## Andere media
- Star Wars: The Old Republic (boeken en computerspellen)
- Strips, boeken, spellen in het algemeen